# یواس‌اس پیلسبری (دی‌دی -۲۲۷)
یواس‌اس پیلسبری (دی‌دی -۲۲۷) (به انگلیسی: USS Pillsbury (DD-227)) یک کشتی بود که طول آن ۳۱۴ فوت ۴ اینچ (۹۵٫۸۱ متر) بود. این کشتی در سال ۱۹۲۰ ساخته شد.